# Cambridge (stacja kolejowa)
Cambridge (Cambridge railway station) – stacja kolejowa w Cambridge, w Anglii. Posiada 3 perony i obsługuje ok. 6 952 780 pasażerów rocznie (dane za rok 2021/2022).